# Wilfried Reinehr
Wilfried Reinehr (* 27. Dezember 1936 in Trier; † 28. März 2022) war ein deutscher Schriftsteller und Verleger.

## Leben
Wilfried Reinehr war ursprünglich in der Werbebranche tätig. Zwischen 1968 und 1972 veröffentlichte er eine Reihe von Kinder- und Jugendbüchern. Neben seiner Arbeit als Werbeberater war er im Karnevalsleben seines Wohnorts Traisa tätig. Er verfasste Sketche und Vorträge und stand auch selbst jedes Jahr in der Bütt. Seine bekannteste Figur war der „Maler Klecksel“. Als solcher karikierte er Persönlichkeiten des öffentlichen Lebens auf dem Kopf stehend und begleitete die Zeichnungen mit lustigen Versen. 1985 gehörte er zu den Mitbegründern des Ohlebach-Theaters in Traisa, und 1987 gründete er den Reinehr-Verlag, dessen Arbeitsschwerpunkt die Veröffentlichung und der Vertrieb von Lustspielen, Komödien, Schwänken und Sketchen ist. Wilfried Reinehr gehörte zu den Hauptautoren dieses Verlages. 

## Werke
- Fröhliche Wichtel-Geschichten, Göttingen 1968
- Die lustige Zeichenfibel, Göttingen 1968
- Die lustige Rätselfibel, Göttingen 1969
- Die lustige Tierfibel, Göttingen 1969
- Die lustige Zauberfibel, Göttingen 1969
- Der Natur auf der Spur, Göttingen 1970
- Wunderwelt der Natur, Göttingen 1970
- Frag mich 222mal, Würzburg 1972
- Drei tolle Väter, Mühltal 1987
- Der Wahlkrampf, Mühltal 1989
- Good morning, Mister Mayer, Mühltal 1990
- Quartett im Doppelbett, Mühltal 1990
- Wunder gibt es immer wieder, Mühltal 1990
- Zwei Herren spielen Dame, Mühltal 1991
- Geld macht doch glücklich, Mühltal 1992
- Thommys tolle Tanten, Mühltal 1992
- Schuld war nur der Casanova, Mühltal 1993
- Ein Dieb kommt selten allein, Mühltal 1994
- Der Pantoffelheld, Mühltal 1994
- Sketsch ab, Mühltal
  - 1. 20 tolle Sketsche für jede Gelegenheit, 1994
  - 2. 24 tolle Sketsche für jede Gelegenheit, 1999
  - 3. Sketsche für jede Gelegenheit, 2003
  - 4. Sketsche für alle Gelegenheiten, 2004
  - 5. Sketsche für alle Gelegenheiten, 2006
  - 6. 20 Sketsche für alle Gelegenheiten, 2007
  - 7. 50 lustige Mini-Sketche, 2008
  - 8. 24 lustige Sketche für alle Gelegenheiten, 2009
  - 9. 13. lustige Sketche, 2010
- Die Junggesellenfalle, Mühltal 1995
- Urlaub auf dem Bauernhof, Mühltal1995
- Der Mehlwurm, Mühltal 1996
- Poker im Parkhotel, Mühltal 1997
- Ein schräger Vogel, Mühltal 1997
- Einer spinnt immer, Mühltal 1999
- Die Peppermint-Bande, Mühltal 2000
- Dümmer geht’s nimmer, Mühltal 2001
- Graf Lobster gibt sich die Ehre, Mühltal 2002
- Die Karten lügen nicht, Mühltal 2003
- Freizeit in der Steinzeit, Mühltal 2004
- Erben will gelernt sein, Mühltal 2005
- Der falsche Anton, Mühltal 2006
- Der Azteken-Prinz, Mühltal 2007
- Karneval im Ochsenstall, Mühltal 2007
- O Tannenbaum, Mühltal 2007
- Erst erben dann sterben, Mühltal 2008
- Gute Landluft inklusive, Mühltal 2008
- Kohlhammers ungleiche Töchter, Mühltal 2008
- Prinz Frechdachs und Prinz Tunichtgut, Mühltal 2008
- Die Senorina aus Messina, Mühltal 2008
- Siggi, der Sieger, Mühltal 2008
- Die Weihnachtslotterie, Mühltal 2008
- Zum Kuckuck mit den Zwillingen, Mühltal 2008
- Zwei Narren ohne Käfig, Mühltal 2008
- Chaos und Calvados, Mühltal 2009
- Schneeweißchen und Rosenrot, Mühltal 2009
- Die Heiratskandidaten, Mühltal 2010
- Der komplette Sketchabend, Mühltal 2010
- Tante Lene und die Millionen, Mühltal 2010
- Tante Trude aus Buxtehude, Mühltal 2010
- Tote laufen nicht davon, Mühltal 2010
- Drei Töchter und kein Freier, Mühltal 2011
- Dummling rettet den König, Mühltal 2011
- Der Eisenhans, Mühltal 2011
- Die fröhliche Spielrunde, Mühltal 2011
- Das kleine Tier-ABC, Mühltal 2011
- Süßer Senf und saure Gurken, Mühltal 2011
- Wichtel rettet die Prinzessin, Mühltal 2011
- Ypsilon spukt in der Stadt, Mühltal 2011
- Ein Bett für drei, Mühltal 2013
- Der Feuerwehr-Kommandant, Mühltal 2013
- Hans im Glück, Mühltal 2013
- Karibik ahoi, Mühltal 2013
- König Drosselbart, Mühltal 2013
- Krawall im Zickenstall, Mühltal 2013
- Ratzfatz, die böse Hexe, Mühltal 2013
- Der verschollene Theobald, Mühltal 2013
- Doktor Allwissend, Mühltal 2014
- Kein Topf bleibt ohne Deckel, Mühltal 2014
- Die Liebe geht seltsame Wege, Mühltal 2014
- Räubergeschichten, Mühltal 2014

## Herausgeberschaft
- Karneval ist überall, Mühltal
  - 1. 12 schlagkräftige Vorträge in Versen und Prosa, 2011
  - 2. 13 schlagkräftige Vorträge in Versen und Prosa, 2011
  - 3. 12 schlagkräftige Vorträge in Versen und Prosa, 2011